# João Batista Alves do Nascimento

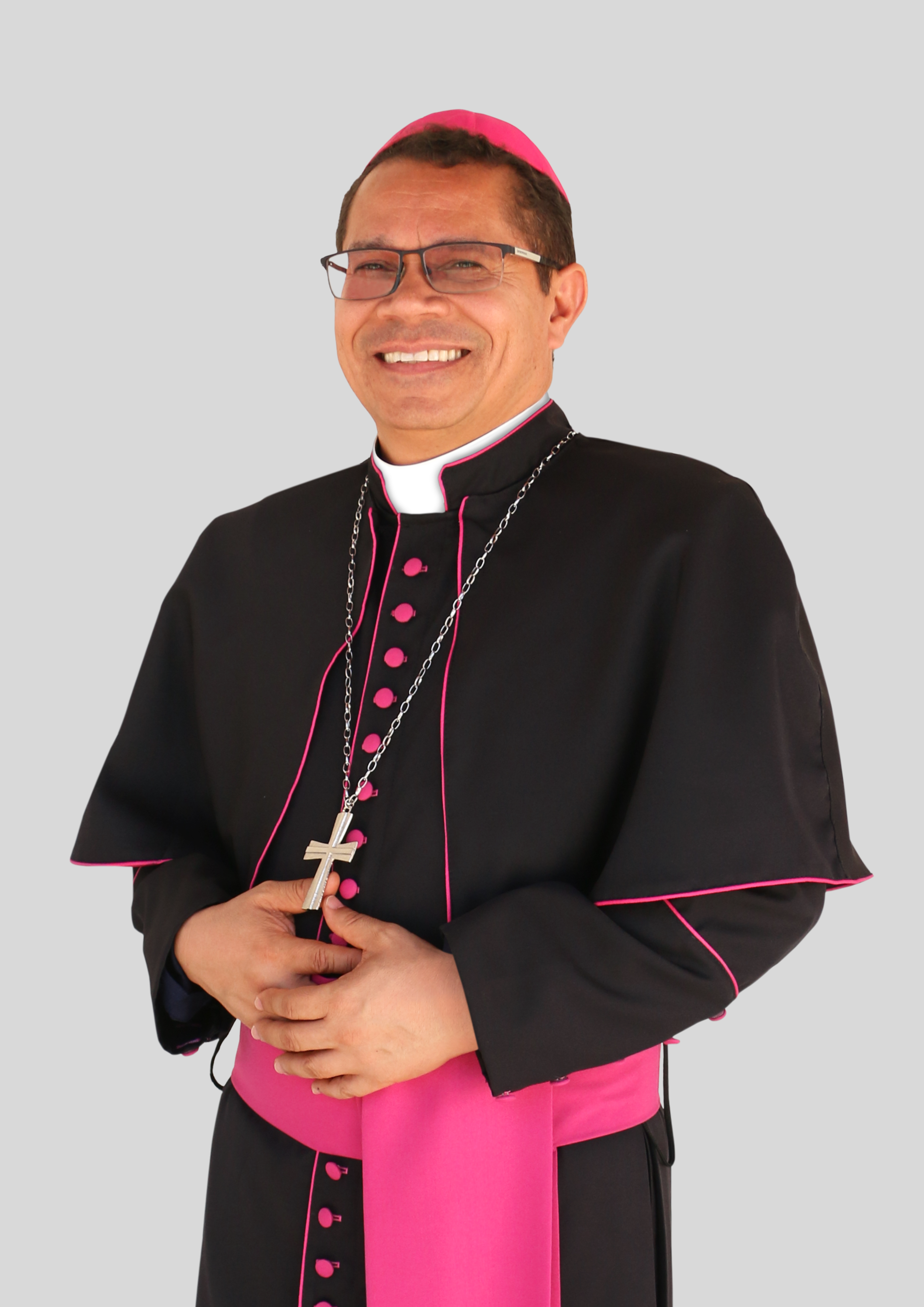
João Batista Alves do Nascimento, 2023

Bischofswappen von João Batista Alves do Nascimento

João Batista Alves do Nascimento CSsR (* 3. Februar 1972 in Jordânia, Minas Gerais) ist ein brasilianischer Ordensgeistlicher und römisch-katholischer Bischof von Barra.

## Leben
João Batista Alves do Nascimento trat der Ordensgemeinschaft der Redemptoristen bei, studierte Philosophie und Theologie an der Universidade Católica do Salvador und legte am 8. Februar 1998 die ewige Profess ab. Am 16. Dezember 2001 empfing er das Sakrament der Priesterweihe.
Nach Aufgaben in der Mission und der Ausbildung des Ordensnachwuchses studierte er von 2007 bis 2009 an der Päpstlichen Fakultät Teresianum in Rom und erwarb hier das Lizenziat in Spiritualität. Von 2011 bis 2014 war er Superior der Vizeprovinz seines Ordens für Bahia. Er gehörte dem Missionsrat der Redemptoristen für Bahia an und war in der Seelsorge im Erzbistum São Salvador da Bahia tätig. Vor seiner Ernennung zum Bischof war er ab 2019 Rector ecclesiae des Heiligtums Bom Jesus da Lapa und gehörte dem Priesterrat des Bistums Bom Jesus da Lapa an.
Papst Franziskus ernannte ihn am 31. Mai 2023 zum Bischof von Barra. Der Erzbischof von Diamantina, Darci José Nicioli CSsR, spendete ihm am 23. September desselben Jahres im Heiligtum Bom Jesus da Lapa des gleichnamigen Bistums die Bischofsweihe. Mitkonsekratoren waren der Erzbischof von Vitória da Conquista, Josafá Menezes da Silva, sowie der ernannte Erzbischof von Natal und bisherige Bischof von Bom Jesus da Lapa, João Santos Cardoso. Die Amtseinführung im Bistum Barra fand eine Woche später statt.